# 農民労働党
農民労働党（のうみんろうどうとう）は大正末期の日本初の無産政党。
1925年6月、第1回普通選挙（第16回総選挙）にさきがけて、労働・農民運動を支持基盤とする社会主義勢力が単一の無産政党結成を目指し、日本農民組合（略称日農、組合長杉山元治郎）から労働団体に政党樹立の協力要請が行われたが、その結成準備の段階で日本労働総同盟（略称総同盟、右派）と日本労働組合評議会（略称評議会、左派、1925年5月総同盟より分離）の対立が絶えず、双方を除外して日本農民組合を中心にして同年12月1日、浅沼稲次郎を書記長にようやく結成した。しかし日本共産党との繋がりを詰問され、第2次加藤高明内閣により、治安警察法で即日解散・結社禁止を命じられた。結成からわずか一時間後の出来事だった。